# 隋書
『隋書』（ずいしょ）は、二十四史の一つで第13番目にあたる。中国大陸史の中における隋代を扱った歴史書。志の部分だけは通史である（後述）。

## 解説
本紀5巻・志30巻・列伝50巻からなる。特に「経籍志」が名高い。唐の魏徴と長孫無忌らが太宗の勅を奉じて勅撰を行った。編纂には顔師古や孔穎達らが参加した。636年（貞観10年）には魏徴によって本紀5巻・列伝50巻が完成し、第3代高宗に代替わりした後の656年（顕慶元年）に、長孫無忌によって志30巻が完成、編入された。

### 隋書の十志
『隋書』の最大の特徴は、この十志30巻である。本紀および列伝55巻が『漢書』に始まる断代史の体裁をとるのに対し、この十志は『史記』や『南史』・『北史』と同様の通史となっている。本紀および列伝の完成後に太宗が命じたのは、南朝梁・陳・北斉・北周・隋の5つの王朝に対する志の編纂であった。既に完成していた各朝の正史に志がなかったことによるが、一方で北魏と南朝宋以来、隋の統一までを南北朝という一つの時代と見て六朝と呼ぶ後世の視点とは異なり、当時の視点では南北の二極対立から再び三極の鼎立に至り、隋が統一を果たすという見方であったことを示している。よって、この十志だけを独立して「五代史志」と呼び習わし、また、断代史であって通史でもあるという正史が成立した。
「経籍志」は、第32巻志27から第35巻志30にあたる。中国の正史に付されたものとしては、『漢書』「芸文志」に次ぐものであった。
「律暦志」には、南朝宋・斉の祖沖之（429年 - 500年）が、円周率を3.1415927の位まで計算したことを記しているが、これは、『南斉書』の本伝にも見えない記録である。ヨーロッパにおいてこの桁数までの計算が果たされたのは16世紀のことであった。

### 東夷伝に関する記述
『隋書』の「東夷伝」は、第81巻列伝46にあたる。この書の中では、当時の俀國（倭国)とその王多利思北孤や朝鮮半島にあった高句麗・新羅・百済と琉求について記述されている。記述の順番は高句麗・百済・新羅・靺鞨・琉求・倭国である。
俀（倭）に関する記述では、腕へ刺青を行っていたという風俗に関するもの、また多利思北孤が仏法僧を隋へ留学させたことなどが言及されている。

## 内容

### 紀
1. 帝紀第一 - 高祖上
2. 帝紀第二 - 高祖下
3. 帝紀第三 - 煬帝上
4. 帝紀第四 - 煬帝下
5. 帝紀第五 - 恭帝

### 志
1. 志第一 - 礼儀一
2. 志第二 - 礼儀二
3. 志第三 - 礼儀三
4. 志第四 - 礼儀四
5. 志第五 - 礼儀五
6. 志第六 - 礼儀六
7. 志第七 - 礼儀七
8. 志第八 - 音楽上
9. 志第九 - 音楽中
10. 志第十 - 音楽下
11. 志第十一 - 律暦上
12. 志第十二 - 律暦中
13. 志第十三 - 律暦下
14. 志第十四 - 天文上
15. 志第十五 - 天文中
16. 志第十六 - 天文下
17. 志第十七 - 五行上
18. 志第十八 - 五行下
19. 志第十九 - 食貨
20. 志第二十 - 刑法
21. 志第二十一 - 百官上
22. 志第二十二 - 百官中
23. 志第二十三 - 百官下
24. 志第二十四 - 地理上
25. 志第二十五 - 地理中
26. 志第二十六 - 地理下
27. 志第二十七 - 経籍一
28. 志第二十八 - 経籍二
29. 志第二十九 - 経籍三
30. 志第三十 - 経籍四

### 列伝
1. 列伝第一 后妃 - 文献独孤皇后・宣華夫人陳氏・容華夫人蔡氏・煬帝蕭皇后
2. 列伝第二 - 李穆・梁睿
3. 列伝第三 - 劉昉・鄭訳・柳裘・皇甫績・盧賁
4. 列伝第四 - 于義・陰寿・陰世師・竇栄定・元景山・源雄・豆盧勣・豆盧毓・賀若誼
5. 列伝第五 - 梁士彦・宇文忻・王誼・元諧・王世積・虞慶則・元冑
6. 列伝第六 - 高熲・蘇威
7. 列伝第七 - 李徳林・李百薬
8. 列伝第八 - 河間王弘・楊処綱・楊子崇・観徳王雄
9. 列伝第九 - 滕穆王瓚・道悼王静・衛昭王爽・蔡王智積
10. 列伝第十 文四子 - 房陵王勇・秦孝王俊・庶人秀・庶人諒
11. 列伝第十一 - 趙煚・趙芬・楊尚希・長孫平・元暉・韋師・楊异・蘇孝慈・李雄・張煚
12. 列伝第十二 - 韋世康・柳機
13. 列伝第十三 - 楊素
14. 列伝第十四 - 牛弘
15. 列伝第十五 - 宇文慶・李礼成・元孝矩・郭栄・龐晃・李安
16. 列伝第十六 - 長孫覧
17. 列伝第十七 - 韓擒虎・賀若弼
18. 列伝第十八 - 達奚長儒・賀婁子幹・史万歳・劉方
19. 列伝第十九 - 王長述・李衍・伊婁謙・田仁恭・元亨・杜整・李徹・崔彭
20. 列伝第二十 - 杜彦・高勱・爾朱敞・周搖・独孤楷・乞伏慧・張威・和洪・侯莫陳穎
21. 列伝第二十一 - 盧愷・令狐熙・薛冑・宇文㢸・張衡・楊汪
22. 列伝第二十二 - 盧思道・李孝貞・薛道衡
23. 列伝第二十三 - 明克譲・魏澹・陸爽・杜台卿・辛徳源・柳䛒・許善心・李文博
24. 列伝第二十四 煬帝三男 - 元徳太子昭・斉王暕・趙王杲
25. 列伝第二十五 - 崔仲方・于仲文・段文振
26. 列伝第二十六 - 宇文述・雲定興・郭衍
27. 列伝第二十七 - 王韶・元巌・劉行本・梁毗・柳彧・趙綽・裴粛
28. 列伝第二十八 - 樊子蓋・史祥・元寿・楊義臣・衛玄・劉権
29. 列伝第二十九 - 李円通・陳茂・張定和・張奫・麦鉄杖・沈光・来護児・魚倶羅・陳稜・王弁
30. 列伝第三十 - 周羅睺・周法尚・李景・慕容三蔵・薛世雄・王仁恭・権武・吐万緒・董純・趙才
31. 列伝第三十一 - 李諤・鮑宏・裴政・柳荘・源師・郎茂・高構・張虔威・栄毗・陸知命・房彦謙
32. 列伝第三十二 - 虞世基・裴蘊・裴矩
33. 列伝第三十三 - 宇文愷・閻毗・何稠
34. 列伝第三十四 - 王劭・袁充
35. 列伝第三十五 - 楊玄感・李子雄・趙元淑・斛斯政・劉元進・李密・裴仁基
36. 列伝第三十六 誠節 - 劉弘・皇甫誕・陶模・敬釗・游元・馮慈明・張須陁・楊善会・独孤盛・元文都・盧楚・劉子翊・堯君素・陳孝意・張季珣・松贇
37. 列伝第三十七 孝義 - 陸彦師・田徳懋・薛濬・王頒・楊慶・紐回・郎方貴・李徳饒・徐孝粛
38. 列伝第三十八 循吏 - 梁彦光・樊叔略・趙軌・房恭懿・公孫景茂・辛公義・柳倹・王伽・魏徳深
39. 列伝第三十九 酷吏 - 厙狄士文・田式・燕栄・趙仲卿・崔弘度・元弘嗣・王文同
40. 列伝第四十 儒林 - 元善・辛彦之・何妥・房暉遠・馬光・劉焯・劉炫・王孝籍
41. 列伝第四十一 文学 - 劉臻・王頍・崔儦・諸葛潁・孫万寿・王貞・虞綽・王冑・庾自直・潘徽・杜正玄
42. 列伝第四十二 隠逸 - 李士謙・崔廓・徐則・張文詡
43. 列伝第四十三 芸術 - 庾季才・庾質・盧太翼・韋鼎・来和・蕭吉・楊伯醜・張冑玄・許智蔵・万宝常
44. 列伝第四十四 外戚 - 呂永吉・独孤羅・独孤陀・蕭巋・蕭琮・蕭瓛
45. 列伝第四十五 列女 - 蘭陵公主・南陽公主・襄城王恪妃・華陽王楷妃・譙国夫人・鄭善果母・孝女王舜・韓覬妻・陸譲母・劉昶女・鍾士雄母・孝婦覃氏・元務光母・裴倫妻・趙元楷妻
46. 列伝第四十六 東夷 - 高麗・百済・新羅・靺鞨・琉求・倭国
47. 列伝第四十七 南蛮 - 林邑・赤土国・真臘・婆利
48. 列伝第四十八 西域 - 吐谷渾・党項・高昌・康国・安国・石国・女国・焉耆・亀茲・疏勒・于闐・吐火羅・挹怛・米国・史国・曹国・何国・烏那曷・穆国・波斯・漕国・附国
49. 列伝第四十九 北狄 - 突厥・西突厥・鉄勒・奚・契丹・室韋
50. 列伝第五十 - 宇文化及・宇文智及・司馬徳戡・裴虔通・王充・段達